# ありがとう (FUNKY MONKEY BABYSの曲)
「ありがとう」は、FUNKY MONKEY BABYSの楽曲で、21枚目のシングル。2013年2月27日に発売された。発売元はドリーミュージック。

## 概要
DJケミカルが参加する最後のシングルで、DVD付きの初回限定盤とCDのみの通常盤の2形態で発売。DJケミカルが住職になることを理由にグループの解散を発表していた為、発売当初は｢グループ最後のシングル｣と発表していた。
ジャケットにはお笑い芸人の明石家さんまが起用されている。これは、2011年12月に放送された関西テレビ系『さんまのまんま』でFUNKY MONKEY BABYSをゲストに迎えた際、「ジャケット出演を希望している」と発言。その希望がかなった形となった。また、毎日放送/GAORA『第85回センバツ』、日本テレビ系『赤丸!スクープ甲子園』主題歌。
2013年3月11日付けのオリコンシングルチャートで4位を記録し、初動売上は「ヒーロー/明日へ」以来となる3万枚強となり、「ランウェイ☆ビート」から「サヨナラじゃない」までの累計売上を初動のみで上回った。
卒業式の卒業ソングでもある。

## 収録曲
CD
1. ありがとう [6:00]
  - 作詞：FUNKY MONKEY BABYS　作曲：FUNKY MONKEY BABYS・YANAGIMAN　編曲：YANAGIMAN
2. ありがとう（instrumental） [5:58]

| #  | タイトル                           | 作詞 | 作曲・編曲 | 監督       |
| -- | ---------------------------------- | ---- | ---------- | ---------- |
| 1. | 「ありがとう」(主演：明石家さんま) |      |            | 江原慎太郎 |